# H.D.
Hilda Doolittle, connue sous sa signature H.D. (née le 10 septembre 1886 à Bethlehem, en Pennsylvanie – morte le 27 septembre 1961 à Zurich), est une romancière et poétesse américaine.

## Biographie
Son père, Charles Leander Doolittle, est professeur d'astronomie à l'université de Pennsylvanie, sa mère est de spiritualié morave. Elle étudia le grec ancien à Bryn Mawr College, où elle rencontra les poètes Marianne Moore et William Carlos Williams. En 1913, elle épouse Richard Aldington, un poète imagiste qu'elle quitte en 1918 et dont elle divorce en 1938.
Elle fit partie du courant poétique de l'imagisme, et en 1912 Ezra Pound lui trouve sa signature, « H.D., Imagiste ». Elle publie son premier livre, Sea Garden, en 1916.
En 1918, H.D. rencontre la femme de lettres britannique Bryher (Annie Winifred Ellerman), avec qui elle vit jusqu'en 1946. Dans les années 1920, elle écrit plusieurs romans, dont le cycle Madrigal, composé des romans féministes autobiographiques HERmione, Bid Me to Live, Paint It Today et Asphodel.
Elle fait une première analyse avec Mary Chadwick, en 1931. L'insuccès de cette analyse l'incite à se faire traiter par Hanns Sachs, à Berlin, qui l'introduisit auprès de Freud, à Vienne, où elle séjourne en 1933. Freud avait lu des livres de H.D., notamment Palimpseste, avant leur première rencontre le 1er mars 1933. Elle publie les mémoires de cette analyse qui dure trois mois, jusqu'en juin 1933, dans Writing on the Wall (1944), le journal de son analyse, réédité en 1956 sous le titre Tribute to Freud. Son récit est un rare témoignage de l'atmosphère chaleureuse que Freud pouvait instaurer avec des patients. Elle a ensuite fait une psychothérapie avec Walter Schmideberg, époux de Melitta Schmideberg et gendre de Melanie Klein.
Pendant la guerre, elle écrit ses souvenirs d'enfance, The Gift, qui ne seront publiés qu'en 1982. Elle fait paraître une Trilogy de ses recueils de poésie majeurs, sous les titres The Walls do not Fall (1944), Tribute to the Angels (1945) et The Flowering of the Rod (1946).
Après la guerre, elle s'installe en Suisse dans la villa Kenwin où elle a une dépression nerveuse. Son nouveau psychanalyste, Erich Heydt, l'encourage à écrire End of Torment, sur sa relation avec Ezra Pound. Entre 1952 et 1954, elle compose le recueil Helen in Egypt, une déconstruction féministe de la poésie épique, réponse aux Cantos d'Ezra Pound.
Une fracture de la hanche la laisse handicapée en 1960. Elle meurt d'un accident vasculaire cérébral en 1961 à Zurich, en Suisse. Ses cendres sont rapatriées au caveau familial de Bethlehem.

## Œuvres
- Visage de Freud (Tribute to Freud), avec des lettres inédites de Sigmund Freud, Paris, Denoël, 1977.
- Hermione (HERmione), Paris, Des femmes, 1986.
- Dis-moi de vivre, un madrigal (Bid me to live), Paris, Des Femmes, 1987,  (ISBN 2-7210-0345-3).
- Le Don (The Gift), Paris, Des Femmes-Antoinette Fouque, 1988.
- Le Jardin près de la mer (Sea Garden), Paris, La Différence, 1992.
- Fin du tourment (End of Torment), suivi de Le livre de Hilda, Ed. de la Différence, Paris, 1992.
- Hélène en Égypte (Helen in Egypt), Ed. de la Différence, Paris, 1992.
- Pour l’amour de Freud (Tribute to Freud), Paris, Des Femmes-Antoinette Fouque, 2010.
- Trilogie (Trilogy), Paris, José Corti, Série américaine, 2011.
- Vale Ave, Paris, Ypsilon, 2016.
- Amour d'hiver (Hermetic Definition), Paris, Ypsilon, 2017.
- Hélène en Égypte , réédition, Paris, José Corti, 2022.